# اسوتلانا رودالووا
اسوتلانا رودالووا (به انگلیسی: Svetlana Rudalova) ژیمناست زادهٔ ۳ نوامبر ۱۹۸۴ میلادی اهل کشور بلاروس است.